# Robert Mondavi
Robert Gerald Mondavi, né le 18 juin 1913 à Virginia (Minnesota) et mort le 16 mai 2008 à Yountville (Californie), est un producteur de vins américain dont les innovations et les stratégies marketing ont apporté une reconnaissance internationale aux vins de la vallée de Napa en Californie. Très tôt, Mondavi promeut les vins de cépage plutôt qu'une dénomination générique, une démarche devenue un standard pour les vins du Nouveau Monde.

## Histoire familiale

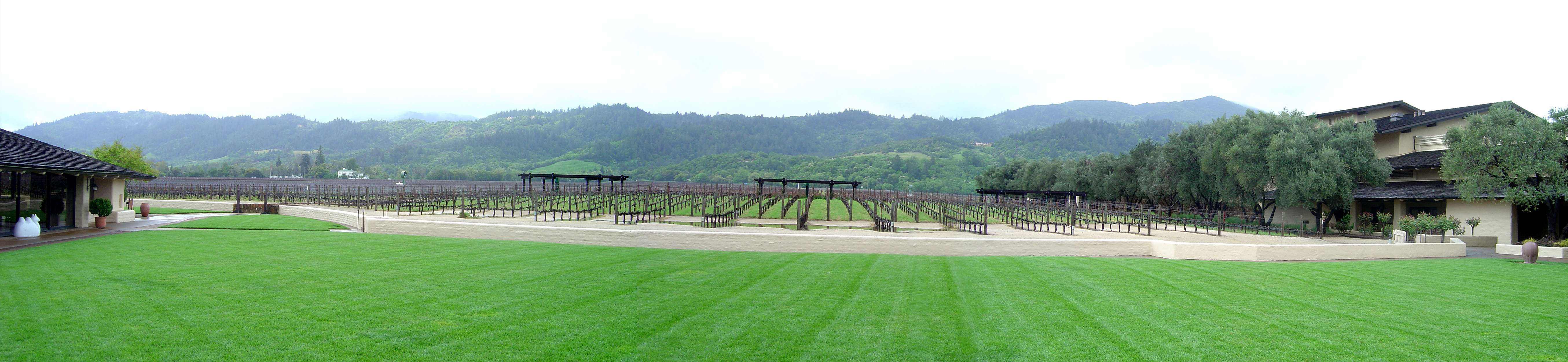
Le domaine Mondavi.

Les parents de Robert Mondavi émigrent depuis la région des Marches en Italie et s'établissent à Virginia, dans le Minnesota, où il étudie au lycée de Hibbing. La famille s'installe ensuite à Lodi, en Californie, où son père Cesare lance une entreprise de conditionnement de fruits, C. Mondavi and Sons, spécialisée dans l'emballage et l'expédition de grappes de raisin vers la côte est, ciblant la fabrication domestique de vin, une pratique devenue rapidement populaire sous la Prohibition. Robert Mondavi est diplômé en économie et direction d'entreprise à l'université Stanford en 1937, où il a rejoint la fraternité universitaire Phi Sigma Kappa. Il rejoint ensuite son père et son frère cadet Peter lorsque la famille rachète à James Moffitt le domaine Charles Krug, fondée en 1861 dans la vallée de Napa. L'exploitation des Mondavi est alors le premier domaine vitivinicole d'importance à s'établir dans la région depuis la levée de la Prohibition. Robert et Peter sont tous deux actionnaires à 20 % (les parents détenant 40 % et chacune des filles 10 %). Robert se concentre sur la gestion du domaine, et Peter, après son retour d'Europe où il était cantonné pendant la Seconde Guerre mondiale, met en pratique sa formation en œnologie acquise à l'université de Californie à Berkeley.
La tension entre les deux frères, dont les personnalités sont presque diamétralement opposées, s'accentue avec le ressentiment de Peter, qui se retrouve de facto un employé de son frère, et lorsqu'une cuvée se révèle avoir un goût oxydé.
Après une querelle avec Peter, Robert quitte Krug en 1965 pour ouvrir sa propre cave. L'un des vignobles qu'il acquiert est celui de To Kalon à Oakville, planté par H.W. Crabb en 1868.
En 1966, avec son fils aîné, Robert Michael « Mike » Mondavi, il fonde la Robert Mondavi Winery dans la vallée de Napa dans le but d'y produire un vin pouvant rivaliser avec les meilleurs crus européens. Sa femme Margrit Biever Mondavi rejoint le domaine l'année suivante.

## Les vins

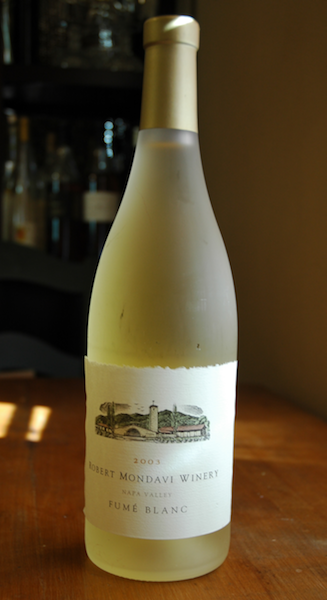
Le « Fumé blanc » de Robert Mondavi Winery (ici le millésime 2003).

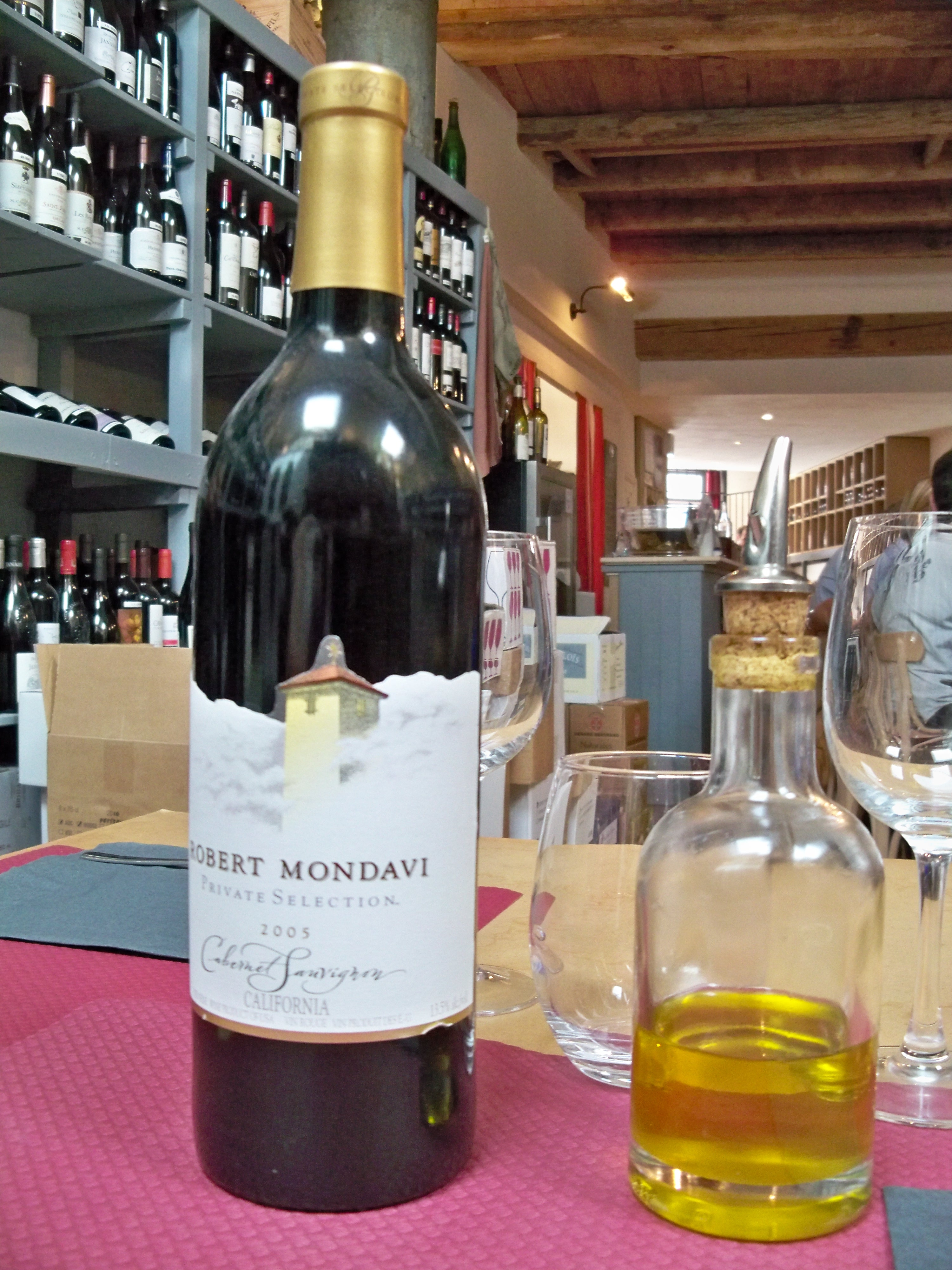
Robert Mondavi, Private selection, cabernet sauvignon, 2005.

En 1968, il produit un vin de sauvignon blanc sec en fûts de chêne, une variété encore assez rare en Californie, et le nomme « Fumé Blanc ». Ce vin remporta un franc succès à cette époque et le Fumé Blanc devient un synonyme de vin de ce cépage — d'autres domaines californiens commercialisent des vins de sauvignon blanc sous ce label. Il fait donc partie des premiers producteurs, négociants et journalistes américains à avoir lancé et promu « les vins de cépage », une nouvelle catégorie de classification des vins par type de cépages (un ou plusieurs assemblés), et non par origine locale ou régionale comme en France (AOC), en Italie, au Portugal ou en Espagne.
Mondavi développe alors nombre de vins, qui reçoivent un bon accueil chez les connaisseurs et les marchands de vin. En 1979, il construit la Mondavi Woodbridge Winery à Lodi qui devient un leader en matière de vins sur le segment premium. Il s'associe également au baron Philippe de Rothschild du Château Mouton Rothschild pour fonder l'Opus One Winery et, depuis les années 1990, il s'associe avec des partenaires en Europe, comme la famille Frescobaldi en Italie, et également en Amérique du Sud et en Australie.
Lors de la dégustation du Grand Jury européen de 1997, le Chardonnay Reserve Robert Mondavi obtient la première place.

## Autobiographie et mécénat
En 1998, Robert Mondavi publie son autobiographie, intitulée Harvests of Joy: How the Good Life Became Great Business. Le film documentaire Mondovino est en partie consacré à la famille Mondavi et à son histoire.
Robert Mondavi Winery propose des expositions d'art contemporains, telles que Jean Weinbaum en juin-août 2002.
Le 22 décembre 2004, le groupe de vins et spiritueux Constellation Brands rachète la cave Mondavi pour quelque 1,36 milliard $.
Grâce aux contributions des époux Robert et Margrit Mondavi, une salle de spectacle à l'université de Californie à Davis voit le jour et est naturellement baptisée le Mondavi Center. Tous deux sont aussi les fondateurs et principaux contributeurs du COPIA (Centre américain du vin, de la table et des arts), qui a ouvert ses portes en 2001 dans la ville de Napa.
Ils financent également la restauration du Napa Valley Opera House et de l'Oxbow School, ainsi que de l'école d'art de Napa. Ils contribuent également à la restauration du Lincoln Theatre de Yountville et soutiennent le Cantor Arts Center de l'université Stanford à Palo Alto.